# Alamo (1960.)
Alamo, američki povijesni vestern-spektakl iz 1960. godine. 

## Sažetak
Prikaz poznate opsade Alama 1836. godine, kad je šačica Teksačana i dragovoljaca priteklih u pomoć, koje je vodio senator Davy Crockett, dugo izdržala opsadu znatno nadmoćnije meksičke vojske. Mjesto bitke je katolička misija Alamo u dolini San Antonio. Branitelji su morali izdržati što duže, da bi se snage Republike Teksasa koji se osamostalio od Meksika mogle prikupiti i suprotstaviti snagama meksičkog diktatora generalissimusa Santa Anne koji je na osamostaljeni Teksas pošao velikim snagama.

## Vanjske poveznice
- Alamo u internetskoj bazi filmova IMDb-a
- Alamo TCM Movie Database
- Alamo AllMovie
- Usporedba između redateljeve inačice i inačice prikazane u kino-dvoranama. Movie Censorship